# Kungsholmen, Helsingfors
För andra betydelser, se Kungsholmen (olika betydelser).
Kungsholmen (finska: Kuninkaansaari) är en ö i Finland.   Den ligger i kommunen Helsingfors i den ekonomiska regionen  Helsingfors  och landskapet Nyland, i den södra delen av landet, 6 km sydost om huvudstaden Helsingfors.
En vägbank över Kuggsundet förbinder Kungsholmen med Skanslandet i väster. I öster ligger Sandhamn.